# Diadasia angusticeps
Diadasia angusticeps är en biart som beskrevs av Timberlake 1939. Diadasia angusticeps ingår i släktet Diadasia och familjen långtungebin. Inga underarter finns listade i Catalogue of Life.